# Herceghalom vasútállomás
Herceghalom vasútállomás egy Pest vármegyei vasútállomás, Herceghalom településen, a MÁV üzemeltetésében. Közúti megközelítését a 8101-es útból kiágazó 81 304-es út biztosítja.

## Vasútvonalak
Az állomást az alábbi vasútvonalak érintik:
- Budapest–Hegyeshalom-vasútvonal

## Kapcsolódó állomások
A vasútállomáshoz az alábbi állomások vannak a legközelebb:
- Biatorbágy vasútállomás (Budapest-Keleti pályaudvar, Budapest–Hegyeshalom-vasútvonal)
- Bicske alsó megállóhely (Rajka vasútállomás, Budapest–Hegyeshalom-vasútvonal)

## Megközelítés tömegközlekedéssel
- Busz:  1251, 1253, Helyközi autóbuszok

## Forgalom
| Járat | Útvonal | Gyakoriság |
| ----- | --- | ---------- |
| S10   | Budapest-Déli – Budapest-Kelenföld – Budaörs – Törökbálint – Biatorbágy – Herceghalom – Bicske alsó – Bicske – Szár – Szárliget – Alsógalla – Tatabánya – Vértesszőlős – Tóvároskert – Tata – Almásfüzitő – Almásfüzitő felső – Szőny – Komárom – Ács – Nagyszentjános – Győrszentiván – Győr-Gyárváros – Győr | Óránként   |
| S12   | Budapest-Déli – Budapest-Kelenföld – Budaörs – Törökbálint – Biatorbágy – Herceghalom – Bicske alsó – Bicske – Szár – Szárliget – Alsógalla – Tatabánya – Bánhida – Környe – Kecskéd alsó – Oroszlány | Óránként   |

## Kapcsolódó oldalak
- Herceghalmi vasúti baleset